# Kropff’sches Haus

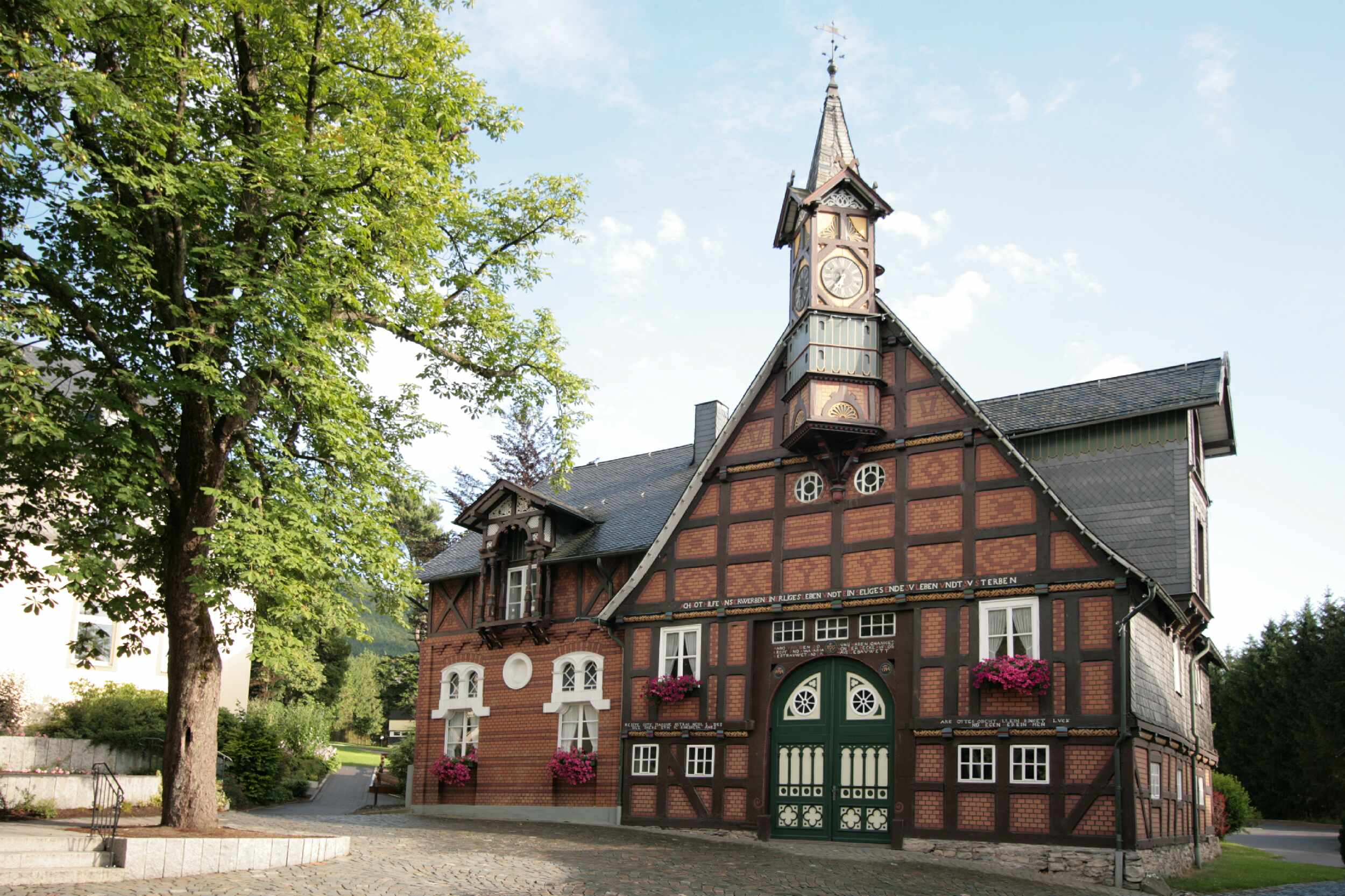
Kropff’sches Haus

Das Kropff’sche Haus war ursprünglich ein Gewerkenhaus in Olsberg, es geht im Ursprung auf den Beginn des 18. Jahrhunderts zurück und wurde in den folgenden Jahrhunderten mehrfach umgebaut und erweitert. Es wird heute als Kinderheim genutzt.

## Baugeschichte
Die Familie Kropff war eine bedeutende Gewerken- und Unternehmerfamilie im Eisenbergbau und der Eisenverarbeitung im Raum Brilon und Olsberg insbesondere am Eisenberg etwa vom 17. bis ins 19. Jahrhundert hinein.
Durch Heirat von Johannes Kropff mit Anna Maria von der Becke, einer Schwester des Briloner Bürgermeisters Johann Friedrich von der Becke, kamen zahlreiche bergbauliche Rechte in die Familie. Ein Indiz für den wirtschaftlichen Erfolg am Ende des 17. Jahrhunderts war der Entschluss von Johannes Kropff ein neues Haus zu errichten. Realisiert wurde der Plan im Jahr 1701. Bei dem Gebäude handelte es sich um ein dreischiffiges Längsdielenhaus. In den geschlossenen Seitenschiffen lagen Wohnräume. Teile des Hauses sind im heutigen Komplex als „Kutscherhaus“ enthalten. 
Im Jahr 1904 wurde der Giebel im historistischen Stil stark verändert. Torbalken und Torständer sind noch im originalen Zustand erhalten. Erhalten sind auch die ursprünglichen Inschriften. In der Anfangszeit gab es wie in den Bauernhäuser der Region üblich nur eine offene Feuerstelle. 
Auf alten Plänen sind hinter dem Längsdielenhaus ein weiteres Gebäude eingezeichnet. Unklar ist, wann es errichtet wurde. Möglicherweise wurde es ebenfalls 1701 gebaut, vielleicht ist es aber auch älter. Das Gebäude war als zweistöckiges Wohnhaus. Nach dem Neubau einer Villa im 19. Jahrhundert wurden Teile des Gebäudes als Logierhaus für die Beschäftigten der Olsberger Hütte genutzt.
Die Deckung mit Schiefer anstatt Stroh bei beiden Gebäuden war damals noch kostspielig und zeigt den Wohlstand der Besitzer an.
Im 19. oder zu Beginn des 20. Jahrhunderts entstand neben dem alten Gewerkenhaus eine Villa im historistischen Stil. Das Gebäude zeigt das Streben nach Repräsentation und machte den Reichtum der Unternehmerfamilie nach außen deutlich.

## Nutzung als Kinderheim
Caspar Kropff, Inhaber der Olsberger Hütte, verstarb 1888. Seine Frau Ida geborene Brüning, heiratete später den Geheimrat Hans Carl Federath und verstarb 1918. Sie veranlasste die Kropff-Federathsche Stiftung Kinderheim. Die Villa wurde 1922 zum Teil abgerissen und ein Waisenhaus 1929 unter Leitung der Vinzentinerinnen eröffnet, die sich 1971 zurückzogen. 
Im Zweiten Weltkrieg befand sich hier ein Lazarett.